# Villiers-Adam
Villers-Adam – miejscowość i gmina we Francji, w regionie Île-de-France, w departamencie Dolina Oise.
Według danych na rok 2010 gminę zamieszkiwało 828 osób, a gęstość zaludnienia wynosiła 84 osoby/km².